# 캐주얼 게임
캐주얼 게임(casual game)은 하드코어 게이머를 대상으로 하는 하드코어 게임과 달리 대중 시장을 대상으로 하는 비디오 게임이다. 캐주얼 게임은 어떤 유형의 게임플레이와 장르든 가질 수 있다. 일반적으로 규칙이 간단하고, 플레이 시간이 짧으며, 배우는 데 필요한 기술이 적다. 또한 표준적인 메커니즘, 조작법, 클리셰에 대한 친숙도를 요구하지 않는다.
비디오 게임의 역사를 통틀어 수많은 캐주얼 게임들이 하드코어 게임들과 함께 개발되고 출시되었다. 1990년대와 2000년대에는 캐주얼 게임을 활용하려는 집중적인 노력이 커졌고, 많은 개발사와 배급사들이 스스로를 캐주얼 게임 회사로 브랜딩하여 PC, 웹 브라우저, 스마트폰용 게임을 특히 많이 출시했다.

## 개요
대부분의 캐주얼 게임은 다음과 같은 특징을 가진다.
- 재미있고 이해하기 쉬운 간단한 게임플레이
- 모바일폰의 탭-앤-스와이프 인터페이스나 원버튼 마우스 인터페이스로 조작되는 간단한 사용자 인터페이스
- 플레이 시간이 짧아 업무 휴식 시간,[2] 대중교통 이용 중 또는 어디에서든 줄을 서서 기다리는 동안 게임을 즐길 수 있다.
- 종종 플레잉 카드나 Match 3 형태의 개체 그리드처럼 친숙한 시각적 요소를 포함한다.[2]

캐주얼 게임은 가능한 한 많은 플레이어를 확보하려는 전략의 일환으로 일반적으로 하드코어 게임보다 비용이 적게 든다. 소매 유통부터 부분 유료화 방식, 광고 지원 방식까지 모든 게임 수익화 방법을 사용할 수 있다.
"하이퍼 캐주얼 게임" 또는 "인스턴트 게임"이라는 용어는 2017년에 등장하여, 다운로드가 필요 없고 웹 브라우저나 인스턴트 메신저 앱과 같은 기존 앱 내에서 플레이되며, 일반적으로 플레이어에게 광고를 보여주는 방식으로 수익을 창출하는 극도로 배우기 쉬운 게임을 설명하는 데 사용되었다.

## 역사
저널리스트 크리스 콜러는 2010년 황금기 아케이드 게임 시기에 데뷔한 남코의 아케이드 게임 팩맨 (1980년)이 "귀여운 캐릭터들과 스페이스 인베이더와 같은 슈팅 게임보다 더 넓은 관객층에 어필하는 디자인 감성" 덕분에 최초의 캐주얼 비디오 게임일 수 있다고 썼다. 이 게임은 20세기 동안 100억 번 이상 플레이된 것으로 추정되며, 이로 인해 역대 가장 높은 수익을 올린 비디오 게임이 되었다.
1989년, 닌텐도의 게임보이가 테트리스를 번들 게임으로 출시되었다. 이 게임은 빠르게 학습되고 엄청난 인기를 얻었으며, 닌텐도의 신생 휴대용 콘솔 게임기 성공에 기여했다고 평가된다.
마이크로소프트의 솔리테어 (1990년)는 마이크로소프트 윈도우에 무료로 포함되어 출시되었으며, 컴퓨터용 최초의 히트 "캐주얼 게임"으로 널리 알려져 있다. 2007년 기준으로 4억 명 이상이 이 게임을 플레이했다. 이후 버전의 윈도우에는 캐주얼 게임인 지뢰 찾기, 프리셀, 스파이더 솔리테어가 포함되었다. 마이크로소프트는 1990년부터 1992년까지 사무용 컴퓨터에서 캐주얼 게임을 즐길 수 있도록 4개의 마이크로소프트 엔터테인먼트 팩을 출시했다.
1990년대 월드 와이드 웹의 부상과 함께 캐주얼 게임은 온라인에서 번성하기 시작했다. AOL과 프로디지 같은 유료 서비스, 그리고 Yahoo! Games와 마이크로소프트의 게이밍 존과 같은 웹 포털에서 카드 게임과 보드 게임을 이용할 수 있었다. 2000년대 중반에는 Gamesville과 리얼네트웍스와 같이 게임 호스팅 및 퍼블리싱을 전문으로 하는 사이트들이 늘어났다. 빅피쉬게임즈, 팝캡 게임스, 뭄보점보와 같은 일부 퍼블리셔 및 개발사는 스스로를 캐주얼 게임 회사로 특화시켰다. 쇼크웨이브와 플래시의 등장은 웹 기반 게임의 붐을 일으켰고, 디자이너들이 다양한 웹사이트에 호스팅될 수 있고 짧은 시간 안에 완결될 수 있는 간단한 게임을 만들도록 장려했다. 가장 유명한 캐주얼 게임 중 하나인 비주얼드는 유료로 다운로드하거나 소매점에서 구매할 수 있는 플래시 게임으로 시작했다. 2009년까지만 해도 소매점이나 다운로드를 통해 20달러짜리 캐주얼 게임을 구매하는 시장이 여전히 존재했다.
2008년과 2009년에는 페이스북용 마피아 워즈와 중국의 해피 팜 출시 이후 캐주얼 소셜 네트워크 게임이 급속도로 주류 인기를 얻었다. 해피 팜은 가장 인기 있는 소셜 네트워크 게임인 팜빌 (2009년)을 포함한 많은 복제품들을 만들어냈고, 팜빌은 2010년 3월 월간 활성 사용자 수가 8,376만 명으로 정점을 찍었다. 이 게임들은 친구에게 초대장을 보내거나 페이스북 담벼락에 게임 업데이트를 게시하면 보상을 주는 방식으로 입소문 마케팅을 혁신했다.
캐주얼 게임은 2000년대에 다양한 사람들에게 널리 보급된 휴대 전화에서 인기를 얻었으며, 이 휴대 전화에는 종종 테트리스, Qix, 또는 보드 기반 게임과 같은 고전 퍼즐 비디오 게임 클론이 사전 설치되어 있었다. 이 휴대 전화는 사용자에게 하루 종일 게임을 즐길 수 있게 해주었고 많은 사람들에게 캐주얼 게임을 대중화하는 데 기여했다. 2010년대에는 대형 컬러 디스플레이와 직관적인 탭-드래그 사용자 인터페이스를 갖춘 최신 스마트폰이 앱 마켓플레이스를 통한 높은 접근성으로 인해 급성장하는 산업을 만들어냈다.
비디오 게임 콘솔의 주요 대상은 하드코어 게이머이지만, 모든 게임 콘솔에는 일부 캐주얼 게임이 존재하며, 닌텐도의 Wii 콘솔의 독특한 모션 센싱 컨트롤러는 다른 콘솔의 게임패드 입력 장치에 위협감을 느꼈을 법한 캐주얼 사용자들에게 어필했다. 플레이어가 게임 컨트롤러를 사용하여 테니스 라켓이나 야구 방망이를 휘두르는 다섯 가지 간단한 스포츠 게임 모음인 Wii 스포츠 (2006년)는 대부분의 지역에서 Wii 콘솔에 번들로 제공되었으며, 2019년 현재 8,200만 장 이상 판매되었다.

## 장르
캐주얼 게임은 다양한 게임 장르에서 찾아볼 수 있다. 2000년대 빅피쉬게임즈와 캐주얼 게임 리뷰 사이트인 Gamezebo는 캐주얼 게임의 일곱 가지 인기 장르를 다음과 같이 분류했다.
- 퍼즐 게임: 비주얼드 시리즈, 콜랩스! 시리즈, 룩소르 시리즈, 두뇌 트레이닝 시리즈
- 숨은 그림 찾기 게임: 미스터리 케이스 파일 시리즈, 모티머 베켓 시리즈, 히든 익스페디션 시리즈
- 어드벤처 게임: 드림 크로니클즈 시리즈, 아베욘드 시리즈, 낸시 드루 시리즈
- 아케이드 & 액션 게임: 플랜츠 vs. 좀비, 페글 시리즈, 피딩 프렌지 시리즈
- 워드 & 트리비아 게임: 북웜, 북웜 어드벤처스 시리즈, Bonnie's Bookstore
- 카드 & 보드 게임: Slingo Quest, Lottso! 디럭스, 룩소르 마작
- 시뮬레이션 게임 (생활 시뮬레이션 및 스포츠 게임 포함): Wii 시리즈, 닌텐독스, 쿠킹마마 시리즈
- 파티 게임: 마리오 파티 시리즈, 슈퍼 몽키 볼 시리즈, Wii 플레이

## 캐주얼 게임 협회
캐주얼 게임 협회(Casual Games Association)라는 산업 단체는 2005년에 캐주얼 게임을 홍보하고 캐주얼 게임 개발자 및 퍼블리셔에게 교육, 네트워킹 및 시장 조사 자료를 제공하기 위해 설립되었다. 이 협회는 인쇄 잡지를 발행하고 시애틀, 키이우, 암스테르담, 런던에서 "캐주얼 커넥트(Casual Connect)"라는 연례 컨퍼런스를 개최했으며, "매년 7,000명 이상의 전문 참석자"가 참여했다고 밝혔다. 2018년, 이 행사는 미디어 회사 그린릿 콘텐츠(Greenlit Content)에 매각되었고, 그린릿 콘텐츠는 이 행사를 "게임데일리 커넥트(GameDaily Connect)"로 리브랜딩했다.

## 같이 보기
- 웹 게임 – 웹 브라우저를 사용하여 플레이되는 게임
- 게이머 헌신 스펙트럼
- 미니게임 – 다른 비디오 게임 안에 포함된 짧은 비디오 게임
- 소셜 네트워크 게임 – 소셜 네트워크 통합이 된 캐주얼 게임